# دومينيك سافيو
ولد دومنيك سافيو في «ريفادي كييري» بالقرب من تورينو في إيطاليا في 2 نيسان 1842، كان والده «كارلو» حداداً وأمه بريجيت خياطة، عاش دومينيك في عائلة مسيحية علمته حب الله وأهمية الصلاة وكان يخصص أوقاتاً للصلاة منذ طفولته. كان حب والديّ دومينيك بالنسبة له يجسد حب الله وحنانه، منذ طفولته المبكرة كان دومنيك يصلّي بحرارة ويخدم القداس باندفاع وحب كبير. تعلّم من أهله أن يشكر الله بشكل دائم على عطاياه ولم يكن يأكل قبل رسم إشارة الصليب بحرارة وإيمان.
خلافاً لعادة ذلك الزمان حيث كان لا يحق للأولاد المناولة قبل سن الثانية عشر، تلقّى دومينيك مناولته الأولى في السابعة من عمره وقد كان ذلك حدث عظيم بالنسبة له اتخذ بعده مقاصد مهمّة وهي:
1. سأعترف وأتناول أغلب الأحيان.
2. سأشارك في الذبيحة الإلهية أيام الأعياد.
3. صديقاي هما يسوع ومريم.
4. الموت ولا الخطيئة.

بقي وفياً لما وعد كلّ حياته.
كان أصدقاء دومينيك كثيرون فهو محبوب ومحب للجميع. رغم ذلك كان يُحس رفض القيام بالأعمال السيئة أو المنافية لرضى أمه وإذنها. كان يعيش حياته بتقوى ووداعة متخذاً من يسوع قدرته ومثاله الأعلى.
تعرّف دومينيك من خلال أستاذه على القديس يوحنا بوسكو الذي كان في ذلك الوقت كاهناً يهتم بالشبيبة وفي تشرين الأول سنة 1854 ذهب معه إلى منتدى الصلاة في فالدوكو ليُكمل دروسه. كان دون بوسكو يُفهم شبيبته أن الله يدعوهم إلى القداسة من خلال الفرح أنه يريدهم أن يحبوه، مما دفع بدومنيك إلى سؤاله: ماذا عليّ أن أعمل لأصبح قديساً؟ فأجابه دون بوسكو لا تهمل أعمالك التقوية والدراسية وإلعب بفرح مع رفاقك.
فهم دومينيك سر القداسة، فكان يشجع رفاقه على الاعتراف ويهتم بالصبية الجدد، يساعد رفاقه المرضى كما أنه كان شجاعاً لا يتوانى عن تمزيق مجلة خلاعية مع رفاقه أو تأنيب أحدهم لدى تفوّهه بالشتائم.
كان يحرص على أن تكون أعماله تُرضي الله وأهله. أخلاقه الحميدة وسيرته الطيبة كانت تعطي مثلاً صالحاً أمام رفاقه فيروّضهم بمحبته وصداقته، كما أنه مرة أوقف مباراة كانت ستتم بين إثنين من رفاقه رافعاً أمامهم الصليب قائلاً لهم: «يسوع مات وهو يسامح الذين صلبوه، أما أنا فأريد أن أنتقم إلى النهاية» خجلاً من أنفسهما، رميا الحجارة من أيديهما وتخلاّ عن العراك.
كان دومينيك رسولاً للخير، اثناء العطل الصيفية كان يجمع الأولاد ويعطيهم التعليم المسيحي باسلوب شيّق ومحبّب، أسس مع رفاقه جمعية أطلق عليها اسم «جمعية الحبل بلا دنس» وهي مازالت تصنع الخير مع الشبيبة إلى يومنا هذا، كان صبياً نشيطاً جاهزاً دائماً للخدمة.
كان لدى دومينيك حب كبير ليسوع في القربان الأقدس وشجع رفاقه للاقتراب من الأسرار المقدسة. في أحد الأيام لاحظ الجميع غيابه، وعندما علِم دون بوسكو بحث عنه فوجده أمام القربان يتأمل فيه وكان قد مضى على وقوفه سبع ساعات دون أن يشعر بمرور الوقت.
إنّ مرض دومينيك الخطير دفع الأطباء إلى إعادته إلى منزله حيث الهواء النقي أملاً بشفائه ولكن مرضه تفاقم.
انتقل إلى السماء بفرح كبير في التاسع من آذار 1857 وكان عمره خمسة عشرة سنة.
تابع دومينيك من الملكوت السماوي حبه لأصدقائه الشبيبة وحصل لهم على نِعَم عديدة وشفاءات منها أعجوبة شفاء ولد يدعى «البانو ساباتينو» عمره 7 سنوات سنة 1927.
أعلنه البابا بيوس الثاني عشر قديساً في 12 حزيران 1954 وهو أول قديس تعلنه الكنيسة في الخامسة عشرة من عمره.